# Baghdad Bounedjah
Baghdad Bounedjah (arabiska: بغداد بونجاح), född 24 november 1991, är en algerisk fotbollsspelare som spelar för qatariska Al-Shamal. Han representerar även det algeriska landslaget.
2018 blev han vald till årets spelare i Algeriet.

## Landslagskarriär
Bounedjah debuterade för Algeriets landslag den 25 maj 2013 i en 1–0-vinst över Mauretanien.